# Фернан де Брінон
Марі-Фернан де Брінон (фр. Marie Fernand de Brinon; 1885—1947) — французький адвокат і журналіст, колаборант, в роки Другої світової війни — член уряду Віші. Розстріляний за вироком суду.

## Біографія
Марі-Фернан де Брінон народився 26 серпня 1885 року в місті Лібурн у багатій родині. Навчався в університеті на юриста, але вирішив працювати журналістом в Парижі. Після закінчення Першої світової війни Брінон зайняв пронімецькі позиції, виступав за відновлення відносин з німцями. У 1919 році на Паризькій мирній конференції він познайомився з майбутнім міністром закордонних справ гітлерівської Німеччини Йоахімом фон Ріббентропом.
Брінон став досить помітною фігурою в житті Франції 1930-х років. Прем'єр Едуар Даладьє особисто надсилав Брінона на зустріч з Адольфом Гітлером. Результатом цієї зустрічі стало опубліковане в газеті «Матен» інтерв'ю, в якому Гітлер запевняв Брінона в дружньому ставленні Німеччини до Франції, яке заспокоїло французьке суспільство.
Брінон добре контактував з представниками правих партій. Після того, як Франція зазнала поразки у червні 1940 року, Брінон виступив за співпрацю з окупантами. У липні 1940 року він на запрошення П'єра Лаваля зайняв посаду представника уряду Віші в окупованому Парижі.
Брінон всіляко підтримував нацистів, завдяки чому зумів врятувати свою дружину-єврейку від концентраційного табору. Брінон став одним з лідерів союзу «Франція-Німеччина», і своєрідним «рупором» нацистів у Західній Європі. У 1943 році він відвідав окуповані території Радянського Союзу. Після звільнення Франції в 1944 році Брінон з дружиною втік до Німеччини, де він став президентом французької Урядової Комісії вішистського уряду у екзилі. 22 квітня 1945 року Брінон був заарештований американцями. І сам колабораціоніст, і його дружина утримувалися у в'язниці Фресна, але дружина через деякий час була виправдана і звільнена.
6 березня 1947 року Верховний суд Франції визнав Фернана де Брінона винним у скоєнні військових злочинів і засудив його до вищої міри покарання — смертної кари через розстріл. 15 квітня 1947 року вирок був приведений у виконання у військовому форті в Монружі.